# کوهو (دوره)
کوهو (به ژاپنی: 康保 Kōhō)؛ نام یک عصر تاریخی ژاپنی (نِنگُو) بود. این عصر بعد از اووا و قبل از آننا قرار داشت و از اوت ۹۶۴ تا سپتامبر ۹۶۸ میلادی به طول انجامید. در طی این عصر امپراتور ری‌زی حکمران ژاپن بود.